# Gradno
Gradno je naselje v Občini Brda.